# Thomas Nordahl
Thomas Nordahl (né le 25 mai 1946 à Norrköping en Suède) est un joueur et entraîneur suédois de football. Il évolue au poste de milieu de terrain.
Il est le fils de Gunnar Nordahl, ancienne grande vedette du football suédois qui évolua à l'AC Milan.

## Biographie

### Carrière de joueur

#### En club
Thomas Nordahl débute en 1964 dans le club de Degersfors IF. Après 14 apparitions comme milieu de terrain et 4 buts, il est transféré à Örebro SK où il est employé comme ailier droit. En 1966, il marque 15 buts en 22 rencontres.
En 1968, les scouts de la Juventus s'intéressent à ce longiligne joueur offensif. Suivant les traces de son glorieux papa, il prend donc la direction de l'Italie. Cependant face à la concurrence, il tarde à s'imposer et le club piémontais le prête au R. SC Anderlechtois. À Bruxelles, sous les ordres du coach Norberto Höfling, il reçoit sa chance comme titulaire et est l'auteur de 10 buts lors de sa première saison chez les « Mauves ». Le 18 mars 1970, en quarts de finale de la Coupe des Villes de Foires, à St-James Park, Thomas Nordahl inscrit à la 88e minute le but qui permet à Anderlecht d'éliminer Newcastle United.
En 1971, Nordahl retourne en Suède dans son club d'origine, le Örebro SK où il évolue sept saisons. Il passe ensuite un an au BK Forward, un autre cercle d'Örebrö avant de terminer sa carrière de joueur en 1982 par une pige à Sandvikens IF.

#### International
Thomas Nordahl porte 15 fois le maillot de l'équipe nationale de Suède. Il fait partie de l'équipe qui prend part à la phase finale de la Coupe du monde 1970.

### Carrière d'entraîneur
Thomas Nordahl préside aux destinées sportives du BK Forward, de Sandvikens IF, de Motala AIF FK et enfin d'IFK Norrköping.

### Commentateur sportif
Après sa carrière d'entraîneur, Thomas Nordahl travaille régulièrement comme commentateur sportif sur les chaînes de télévision suédoises « ITV-3 » et « Viasat » jusqu'en 2008. Pour « Viasat », il commente la Coupe du monde 2006.

## Palmarès
Anderlecht
- Championnat de Belgique (1) :
  - Champion : 1967-68.